# Сибирски Ували
Сибѝрските Ува̀ли (на руски: Сибирские Увалы) е възвишение в пределите на Западносибирската равнина, разположено на територията на Ханти-Мансийски и Ямало-Ненецки автономен окръг на Тюменска област в Русия.
Простира се по паралела на протежение от 900 km от между реките Об на запад и Енисей на изток, като е вододел между десните притоци на Об и реките Казим, Надим, Пур и Таз. На запад – от Об до горното течение на река Лямин (десен приток на Об) и на изток – между горните течения на Пур, Таз и Елогуй (ляв приток на Енисей) има разчленен моренно-хълмист релеф, а централната му, най-понижена част е изградена от флувиоглациални наслаги, има плосък релеф и е силно заблатена. Източната му част е най-приповдигната и носи названието Верхнетазовско възвишение. Тук се намира максималната му височина от 285 m (63°11′53″ с. ш. 82°14′50″ и. д. / 63.198056° с. ш. 82.247222° и. д.), разположена между реките Каралка и Ватилка (леви притоци на Таз). На юг, югозапад и запад от него водят началото си десните притоци на река Об: Вах (с Кулинигол, Сабун и Колекъйоган), Аган (с Тромъйоган), Пим, Лямин, Назим, Казим и др. На север текат реките Надим с Лява Хета, Пур с Пякупур и Айваседапур, Таз с левите си притоци Рата, Поколка, Каралка, Ватилка и Толка, а на изток – река Елогуй. Западните и източните му части са обрасли със сиви смърчови, лиственични и борови гори, а централните части са заети от редки лиственични гори и блата.

## Национален атлас на Русия
- Западносибирска равнина (север)[2]